# موزه سفال
موزهٔ سفال (خانهٔ صرافلار، علوی) مربوط به دوره قاجار - دوره پهلوی است و در تبریز، خیابان شمس تبریزی، کوچه صرافلار واقع شده و این اثر در تاریخ ۱۷ اسفند ۱۳۸۱ با شمارهٔ ثبت ۷۸۰۲ به‌عنوان یکی از آثار ملی ایران به ثبت رسیده‌است.
این موزه از بخش‌های مختلفی تشکیل یافته‌است:
- نمایشگاه آثار سفالگران تبریزی نظیر احمد قابچی، عباس قابچی و فریده تطهیری مقدم
- حوض‌خانه که نمایشگاه‌های کوتاه‌مدت سفالگری در آن برپا می‌شود.
- فروشگاه آثار سفالگران
- کلاس‌های آموزشی و نمایش مراحل گوناگون سفالگری به صورت زنده

### مالکیت بنا
اين خانه توسط خانواده صرافلار که از توانگران تبريزبوده اند درمحل به همان نام ساخته شده است . بعد از اين خانواده،خانواده نجاتی و خانواده اکرامی دراين بنا سکونت داشته اند .آخرين خانواده ساکن دراين بنا خانواده علوی بوده اند که درحال حاضر بنا به همين نام خوانده  ميشود . بعداز اين چهارخانواده استانداری آذربايجان شرقی اقدامبه خريداری بنانموده است.

### ساختار بنا
- مجموعه فضایی این خانه در یک مستطیل محاط شده اند که خود دارای یک مستطیل میانی است. اين بخش ميانی ضمن تأثير بر انتظام معماری در انتقال نيرو و سازه بناموثر است.
- ساماندهی فضاها فقط خطی است و عناصر ارتباطی طولی مجموعه فضاها را در دو طبقه به يکديگر مرتبط می سازد، اما مهمترين عامل انتظام دهنده این مجموعه تقارن است.وجود تقارن از جمله عواملی است که موجب تعادل استاتیکی در مجموعه می شود.
- این خانه یک خانه درون گراست که حیاط شمالی اندرونی و حیاط جنوبی (نمای اصلی)بوده است.حیاط شمالی در گذشته فروخته شده است و در حال حاظر دارای یک حیاط می باشد.
- ایوان طولی که به حیاط مشرف می شوداست (که اکنون تنها حیاط باقی مانده است ونمای آن نمای شمالی محسوب شده که نمای اصلی بناست) را از تابش آفتاب مصون می دارد و در ضمن فضایی نیمه باز جهت فعالیتهای مناسب با هوای آزاد فراهم آورده است.
- ورود به فضای اتاقها از طریق راهروهای کوچکی صورت می گیرد که این فضاها خود از طریق پله با حیاط در ارتباطند.یکی از این ورودیها در نمای شمالی و دو ورودی دیگر به صورت قرینه در نمای شرقی به چشم می خورد.
- اتاقهای شمالی (پنج دری)اتاقهای اصلی و اتاقهای شرقی (اتاقهای دو دری)اتاقهای درجه دو هستند و تناسبات طول و عرض کوچکتری هم دارند.فضاهای ساخته شده در حال حاضر در همین دو جبهه قرار دارند وسرویس بهداشتی که شامل یک دستشویی کوچک میباشد در گوشه حیاط واقع شده است.
- فضای ورودی در گذشته عناصری مانند پیشطاق ، هشتی و دالان تشکیل شده بود.این عناصر غالبا به گونه ای طراحی و ساخته میشدند که در مسیرورود به فضای درونی خانه دارای یک یا چند اعوجاج باشد به نحوی که ورود ناگهانی و سریع به فضاهای درونی را ناممکن سازد.

#### قوس
در خانه علوی از قوس برای نمای ورودیهای ضلع شرقی که نیازی به یک قوس باربر نیست استفاده شده است.قوسهای پیش آمدگیهای ایوان نیز نیم دایره می باشد.قوسهای به کار رفته در ارسی های خانه که اکنون از بین رفته اند به تبعیت از دیگر بناهای هم دوره خود قوسی شکل می باشند که حاکی از مضمون خاصی می باشند.به دلیل اینکه تصاویر مربوطه در قسمتهای معرفی به کمک تصاویر و تزئینات ارائه شده لذا در این قسمت از تکرار مجدد خودداری می گردد.قوسهای به کار رفته در رواقها نیز نیم دایره بوده که در بخش جرزها معرفی می گردد.همانطور که ملاحظه می شود قوسهای به کار رفته در نمای بنا همگی نیم دایره می باشد.
قوسهای به کار رفته در طاقهای خانه علوی از نوع چمله،شاخ بزی کند،بیضی خوابیده،کلیک میباشد.

## نگارخانه

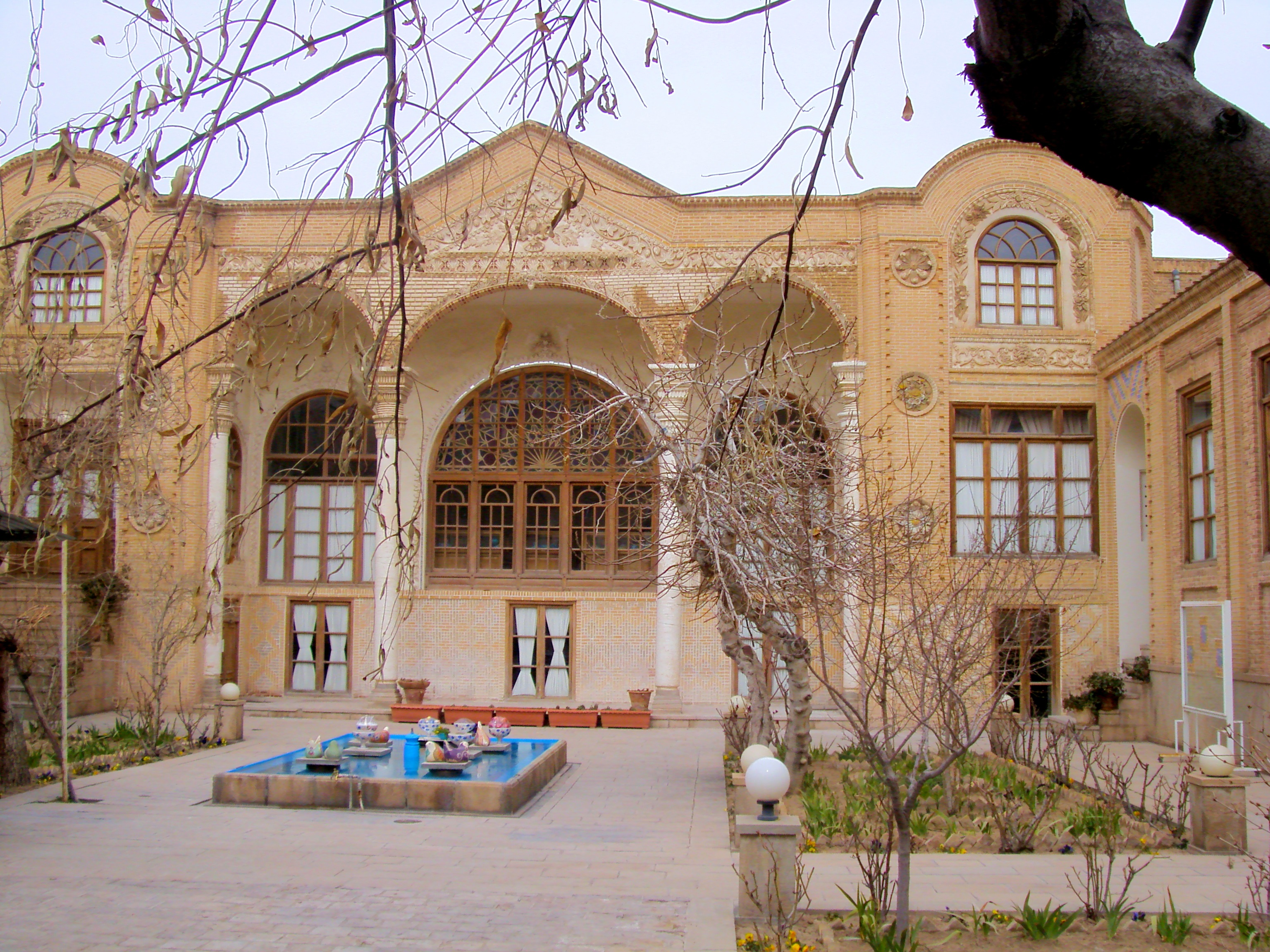
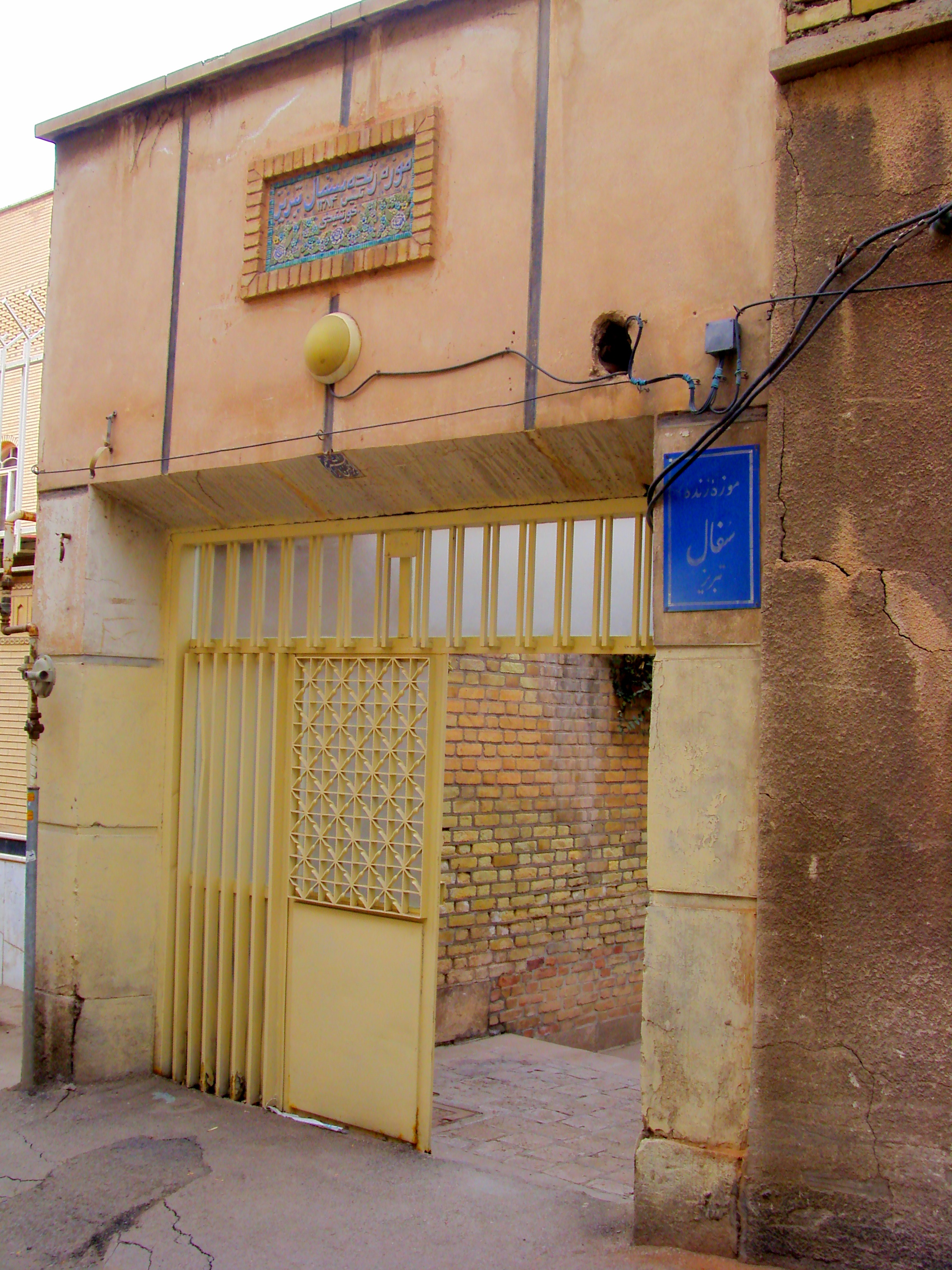